# Hesperornis
Hesperornis  ("zapadna ptica") je rod vodenih ptica neletačica koje su živjele tijekom perioda kasne krede, između 83,5–78 milijuna godina pr. Kr. Jedno od manje poznatih otkrića paleontologa O. C. Marsha tijekom kasnog 19. stoljeća za vrijeme tzv. Ratova kostiju, poslije je postala vrlo važno otkriće što se tiče povijesti ptičje paleontologije. Poznate lokacije na kojima su pronađeni fosili Hesperornisa su kasnokredski vapnenac iz Kansasa i morski škriljac u Kanadi. Priznato je devet vrsta, od kojih je osam otkriveno u Sjevernoj Americi i jedna u Rusiji.

## Opis
Hesperornis je bila velika ptica koja je dostizala dužinu od 1,5 m. Gotovo da i nije imala krila, a u vodi je plivala pomoću svojih snažnih zadnjih nogu. Fosilni ostaci pokazuju da je vjerojatno imala zadebljanja na prstima, a ne kožicu između njih.
Kao i druge mezozojske ptice kao što su Ichthyornis, i Hesperornis je imala zube u kljunu, kojim je držala plijen. U liniji hesperornitiforma bili su drugačije raspoređeni nego kod ikoje druge poznate ptice; zubi su se nalazili u longitudinalnoj brazdi, a ne u induvidualnim udubinama. To je jedan od primjera konvergentne evolucije, u ovom slučaju s mosasaurima. Zubi Hesperornisa nalazili su se gotovo u cijeloj donjoj čeljusti i u stražnjem dijelu gornje čeljusti. Prednji dio gornje čeljusti i vrh donje nisu imali zube: vjerojatno su umjesto toga formirali kljun. Istraživanja površine kosti pokazala su da se barem na vrhu čeljusti nalazio čvrst kljun od keratina, sličan onome kod današnjih ptica. Na nepcu su se nalazile malene duplje u koje su se zubi donje čeljusti uklapali kada bi ptica zatvorila kljun.

## Povijest
Prvi primjerak Hesperornisa opisao je Othniel Charles Marsh 1871. godine. Marsh je vodio svoju drugu ekspediciju na zapad, zajedno s deset studenata. Tim je krenuo prema Kansasu gdje je Marsh već i prije tražio fosile. Osim što je pronašao još kostiju letećeg gmaza Pteranodona, Marsh je otkrio skelet "velike fosilne ptice, visoke barem pet stopa". Primjerak je bio velik, nije imao krila i imao je snažne noge, pa je Marsh pretpostavio da je u pitanju bila životinja koja je običavala roniti. Tom primjerku je, međutim, nedostajala glava. Marsh je nazvao tu pticu Hesperornis regalis, odnosno "carska zapadna ptica".
Marsh se sljedeće godine vratio na zapad s manjom grupom i otkrio je još jedan skelet Hesperornisa. Taj primjerak je imao dovoljno netaknutu glavu da Marsh primijeti zube u kljunu. Marsh je vidio važne evolutivne implikacije svog fosila s Ichthyornisom (pticom koja je također imala zube), kojeg je otkrio Benjamin Mudge. U jednom članku iz 1873. godine Marsh je objavio da "otkriće ovih interesantnih fosila mnogo pomaže u razlaganju starih distinkcija između ptica i gmazova". Za to vrijeme se Marshov odnos s njegovim rivalom Edwardom Drinkerom Copeom dodatno zagorčao kada je Cope slučajno dobio nekoliko kutija fosila, zajedno s pticama sa zubima, koje su bile namijenjene Marshu. Cope je za ptice rekao da su "jednostavno prelijepe", ali ga je Marsh optužio da je ukrao kosti. Do 1873. godine njihove su se nesuglasice pretvorile u otvoreno neprijateljstvo, što je izazvalo tzv, "Ratove kostiju". Iako je Marsh rijetko odlazio na ekspedicije nakon 1873. godine, skupljači koje je on plaćao slali su mu veliki broj fosila. Na kraju je imao dijelove 50 primjeraka Hesperornisa, što mu je omogućilo da napravi mnogo snažniju demonstraciju evolutivne veze između gmazova i ptica nego što je to prije bilo moguće.

## Klasifikacija i vrste
Za ovaj rod je opisano mnogo vrsta, ali su neke poznate od vrlo malog broja kostiju, ili čak iz samo jedne kosti, pa se ne mogu pravilno usporediti s češćim (ali također nepotpunim) ostacima drugih taksona slične veličine. U mnogim su slučajevima vrsta razdvojene po sedimentima u kojima su nađene, zato što oni potiču iz različitih perioda i lokacija; također se određuju prema veličini tijela.
Prva opisana vrsta, odnosno nomenklaturalni tip vrste, je Hesperornis regalis. H. regalis je također najbolje poznata vrsta zato što su pronađeni deseci primjeraka (od fragmenata do potpunijih skeleta) u formaciji Niobrara (prije 83,5 - 80,5 milijuna godina). To je jedina vrsta ovog roda za koju je pronađena gotovo potpuna lubanja.
Vrsti Hesperornis crassipes naziv je 1876. godine dao Marsh, koji ju je isprva svrstao u drugi rod kao Lestornis crassipes. H. crassipes je bila veća od H. regalis, imala je pet rebara, a ne četiri, i drugačije aspekte što se tiče izgleda prsne kosti i donje kosti noge. H. crassipes je poznat iz istog perioda i prostora kao i H. regalis. Poznat je jedan nepotpun skelet, koji se sastoji od zuba i dijelova lubanje.
Marsh je izričito nazvao svoju drugu vrstu roda Hesperornis 1876. godine prema nepotpunim ostacima kostiju donožja otkrivenih u istim slojevima Niobararske formacije u kojima je otkriven H. regalis. Nazvao je tu vrstu H. gracilis i ona je poslije imala udjela u izrazito zbunjujućoj taksonomiji jednog primjerka koji će na kraju postati osnova novog roda i vrste Parahesperornis alexi. Za nomenklaturalni tip vrste P. alexi smatralo se da pripada istoj jedinki kao i ostaci H. gracilis, tako da kada je Lucas (1903.) dokazao da je prvi primjerak predstavljao vrstu drugog roda, slučajno je iskoristio onaj posljednji primjerak kako bi učvrstio taj novi rod; tako je nastao naziv Hargeria gracilis. Drugi autori su poslije ispravili tu grešku i vratili rod Hargeria nazad u Hesperornis i preimenovali primjerak drugačijeg izgleda u Parahesperornis.
Prva vrsta koja nije pronađena u škriljcu formacije Niobarara, Hesperornis altus, živjela je prije oko 78 milijuna godina u Montani, a poznata je iz nepotpunog donjeg dijela noge; pronađena je u formaciji Judith River. Iako ju je Marsh isprva svrstao u novi rod Coniornis, to se desilo zbog njegovog mišljenja da je Hesperornis postojao samo u Kansasu, pa bi po toj logici bilo koja vrsta iz Montane trebala biti svrstana u drugi rod. Većina kasnijih istraživača nije se složila s ovime, pa su svrstali Coniornis altus u isti rod kao i Hesperornis, i to kao H. altus. U Claggett Shaleu u Montani je pronađena još jedna vrsta. Vrsti H. montana je naziv 1915. godine dao Shufeldt, i iako se njen jedini poznati ostatak (jedan leđni kralježak) ne može direktno usporediti s H. altus, Shufeldt i ostali smatraju je odvojenom vrstom zato što je manja.
Nessov i Yarkov su 1993. godine prve ostatke roda Hesperornis pronađene izvan Sjeverne Amerike priznali kao novu vrstu. Dali su joj naziv Hesperornis rossicus; skelet je bio nepotpun i pronađen je u Rusiji blizu Volgograda. Iz istih naslaga je pronađeno još nekoliko primjeraka koji su priključeni ovoj vrsti. Dug oko 1,4 m, H. rossicus je bio najveća vrsta u rodu Hesperornis i među najvećim hesperornitima, neznatno manji od kanadskog roda Canadaga. Osim po veličini i geografskom položaju na kojem je pronađen, H. rossicus se od drugih vrsta roda Hesperornis razlikuje po nekoliko osobina donjeg dijela noge i stopala, uključujući i vrlo ravne kosti donožja.
Martin i Lim su 2002. godine formalno priznali nekoliko novih vrsta na osnovu ostataka koji prije nisu bili istraženi ili su bez razmatranja priključani kao ostaci nekih hesperornitiforma iz Sjeverne Amerike. U nove vrste spadali su vrlo maleni H. mengeli i H. macdonaldi, malo veći H. bairdi i vrlo veliki H. chowi; svi su pronađeni u formaciji Pierre Shale u Južnoj Dakoti i Alberti, u stijenama koje su nastale prije 80,5 milijuna godina.
Uz to postoje neki nesvrstani ostaci, kao što su SGU 3442 Ve02 i LO 9067t i kosti neke neodređene vrste pronađene blizu Rostova. Prva dva ostatka vjerojatno pripadaju vrsti H. rossicus; neki ostaci priključeni tom rodu su se, opet, pokazali kao ostaci nekog prije neodređenog taksona. Vrsta isprva nazvana H. gracilis poslije je premještena u monotipični rod Hargeria, a ne kraju je svrstana u Parahesperornis.

## Paleobiologija
Hesperornis je bila pretežno morska ptica i nastanjivala je plitka mora Zapadnog unutrašnjeg morskog puta, Turgajskoga tjesnaca i pretpovijesnog Sjevernog mora, čije su vode u to vrijeme bile suptropske i tropske, mnogo toplije nego danas. Međutim, neki od najmlađih primjeraka Hesperornisa su pronađeni u kontinentalnim slatkovodnim naslagama formacije Foremost, što znači da su se neke vrste Hesperornisa možda, barem jednim dijelom, odmaknule od morskih staništa. Uz to, vrsta H. altus je pronađena u slatkovodnim naslagama formacije Judith River.
Hesperornis se tradicionalno prikazuje s hodom kao kod plijenora ili gnjuraca, a jedno istraživanje porporcija njihovih udova i strukture njihovog kukovlja potvrđuje tu usporedbu. Po pitanju dužine udova, oblika kostiju kukovlja i pozicije utora za bedrenu kost, Hesperornis je naročito sličan velikom plijenoru (Gavia immer), pa se vjerojatno kretao vrlo slično i na kopnu i u vodi. Kao i plijenori, Hesperornis je vjerojatno odlično ronio, ali je na kopnu bio pomalo nespretan.
Mlade jedinke ovog roda su rasle brzo i kontinuirano, što je slučaj kod današnjih ptica, ali ne i pripadnika Enantiornithes.
Vjerojatno se hranio ribama, školjkama i belemnitima.

## U popularnoj kulturi
Hesperornis se pojavio u ZF televizijskoj seriji Primeval. Također se pojavljuje u BBC-jevoj seriji Morska čudovišta (Sea Monsters) u kojoj je plijen raznim velikim grabežljivcima. Na kraju, pojavljuje se i u filmu Morska čudovišta National Geographic Society-a.
Prikazana je u TV seriji Vlak dinosaura.